# Iegor Afanassiev
Pour les articles homonymes, voir Afanassiev.
Iegor Iourievitch Afanassiev - en russe : Егор Юрьевич Афанасьев et en anglais : Yegor Afanasyev - (né le 23 janvier 2001 à Tver en Russie) est un joueur professionnel russe de hockey sur glace. Il évolue au poste d'attaquant.

## Biographie

### Carrière en club
Formé au HK Dinamo Moscou, il commence sa carrière junior en 2017-2018 avec les Lumberjacks de Muskegon dans l'USHL. Il a par la suite joué dans d'autres ligues juniors : la Ligue de hockey de l'Ontario, la MHL. Il est choisi au deuxième tour, en 45e position par les Predators de Nashville lors du repêchage d'entrée dans la LNH 2019. Il joue ses premiers en senior avec le HK CSKA Moscou dans la Ligue continentale de hockey en 2020-2021. En 2021, il est assigné aux Admirals de Milwaukee, club-école des Predators dans la Ligue américaine de hockey. Le 11 mars 2023, il joue son premier match dans la Ligue nationale de hockey avec les Predators chez les Kings de Los Angeles. Il marque son premier but lors de son 17e match chez les Flames de Calgary le 10 avril 2023. Le 23 juin 2024, il est échangé aux Sharks de San José en retour d'Ozzy Wiesblatt.

### Carrière internationale
Il représente la Russie au niveau international. Il prend part aux sélections jeunes.

## Trophées et honneurs personnels

### USHL
- 2018-2019 : nommé dans la troisième équipe des étoiles.

## Statistiques

### En club
| Saison     | Équipe                  | Ligue      |    | Saison régulière | Saison régulière | Saison régulière | Saison régulière | Saison régulière |   | Séries éliminatoires | Séries éliminatoires | Séries éliminatoires | Séries éliminatoires | Séries éliminatoires |
| Saison     | Équipe                  | Ligue      | PJ | B                | A                | Pts              | Pun              | PJ               | B | A                    | Pts                  | Pun                  |                      |                      |
| 2017-2018  | Lumberjacks de Muskegon | USHL       | 45 | 8                | 6                | 14               | 16               | 3                | 0 | 2                    | 2                    | 0                    |                      |                      |
| 2018-2019  | Lumberjacks de Muskegon | USHL       | 58 | 27               | 35               | 62               | 36               | 8                | 2 | 4                    | 6                    | 8                    |                      |                      |
| 2019-2020  | Spitfires de Windsor    | LHO        | 62 | 31               | 36               | 67               | 40               | -                | - | -                    | -                    | -                    |                      |                      |
| 2020-2021  | Krasnaïa Armia          | MHL        | 4  | 5                | 1                | 6                | 0                | 4                | 2 | 0                    | 2                    | 0                    |                      |                      |
| 2020-2021  | HK CSKA Moscou          | KHL        | 16 | 2                | 4                | 6                | 2                | 5                | 0 | 0                    | 0                    | 0                    |                      |                      |
| 2020-2021  | Zvezda Moscou           | VHL        | 2  | 0                | 0                | 0                | 0                | -                | - | -                    | -                    | -                    |                      |                      |
| 2021-2022  | Admirals de Milwaukee   | LAH        | 74 | 12               | 21               | 33               | 45               | 5                | 0 | 0                    | 0                    | 4                    |                      |                      |
| 2022-2023  | Admirals de Milwaukee   | LAH        | 57 | 13               | 13               | 26               | 26               | 16               | 5 | 6                    | 11                   | 10                   |                      |                      |
| 2022-2023  | Predators de Nashville  | LNH        | 17 | 1                | 0                | 1                | 2                | -                | - | -                    | -                    | -                    |                      |                      |
| 2023-2024  | Admirals de Milwaukee   | LAH        | 56 | 27               | 27               | 54               | 60               | 15               | 5 | 4                    | 9                    | 22                   |                      |                      |
| 2023-2024  | Predators de Nashville  | LNH        | 2  | 0                | 0                | 0                | 0                | -                | - | -                    | -                    | -                    |                      |                      |
| Totaux LNH | Totaux LNH              | Totaux LNH | 19 | 1                | 0                | 1                | 2                | -                | - | -                    | -                    | -                    |                      |                      |

### En équipe nationale
| Année | Compétition                 |   | PJ | B | A | Pts | Pun | +/-             |  | Résultat |
| 2021  | Championnat du monde junior | 7 | 2  | 3 | 5 | 0   | 0   | Quatrième place |  |          |